# Angel Long
Angel Long (Swindon, Inglaterra; 21 de noviembre de 1980) es una actriz pornográfica británica.

## Biografía
Long, nombre artístico de Sarah Elizabeth Read, nació en Swindon, en el condado ceremonial inglés de Wiltshire, en noviembre de 1980. Durante su adolescencia vivió en Manitoba (Canadá) dos años. Después regresó con su familia al Reino Unido, trabajando en puestos temporales como niñera y como decoradora de casas.
Debutó en la industria pornográfica en 2001, a los 21 años de edad. Desde sus comienzos llegó a trabajar con productoras como New Sensations, Private, Digital Sin, Vivid, Elegant Angel, Hustler, Evil Angel, Adam & Eve o Brazzers, entre otras.
Su primera escena de doble sexo anal fue en 2002 en la película Double Anal Excursions 4.
Long se considera abiertamente bisexual.
En la edición de 2003 de los Premios AVN se hizo con el galardón a la Mejor escena de sexo en grupo en vídeo junto a Jay Ashley y Pat Myne por Assficionado.
Entre 2010 y 2013 se hizo con cinco galardones en los Premios SHAFTA, destacando dos a la Mejor escena de sexo anal y el premio a la Artista femenina del año.
Volvió a estar nominada en los AVN en su 34.ª edición de 2017, en la categoría de Mejor actriz de reparto por Hard in Love.
Algunas películas de su filmografía son 20 and Natural, All Tapped Out 3, Angel Long's Extreme Filth, Brit Butt, Maskerade, Naughty Bottoms, Pick Up Artist, Shane Diesel Is In My Ass! o Porno Pads.
Ha grabado más de 480 películas.

## Premios y nominaciones
| Año  | Ceremonia      | Resultado | Premio                        | Trabajo                               |
| ---- | -------------- | --------- | ----------------------------- | ------------------------------------- |
| 2003 | Premios AVN    | Ganadora  | Mejor escena de sexo en grupo | Assficionado                          |
| 2010 | Premios SHAFTA | Ganadora  | Mejor escena de sexo anal     | Girls Allowed                         |
| 2011 | Premios SHAFTA | Ganadora  | Mejor escena de sexo anal     | The Pervacious Mind of Angel Long     |
| 2012 | Premios SHAFTA | Ganadora  | Mejor escena de sexo          | Angel Long’s Porn Apprentice          |
| 2013 | Premios SHAFTA | Ganadora  | Artista femenina del año      | —                                     |
| 2013 | Premios SHAFTA | Ganadora  | Best Series Of 18 Years       | —                                     |
| 2017 | Premios AVN    | Nominada  | Mejor actriz de reparto       | Hard in Love                          |
| 2021 | Premios AVN    | Nominada  | Mejor escena POV de sexo      | Angel Invades America: Wreck my Holes |